# Liste des monuments nationaux du district d'Aveiro
Cet article recense les monuments nationaux du district d'Aveiro, au Portugal.

## Liste
| Site                                      | Municipalité         | Identifiant | Coordonnées                        | Image |
| ----------------------------------------- | -------------------- | ----------- | ---------------------------------- | ----- |
| Église São Salvador de Trofa (pt)         | Águeda               | 71204       | 40° 36′ 41″ nord, 8° 28′ 40″ ouest |       |
| Anta de Casal-Mau                         | Arouca               | 70170       | 40° 56′ 41″ nord, 8° 17′ 20″ ouest |       |
| Mémorial de Santo António do Burgo        | Arouca               | 70396       | 40° 55′ 43″ nord, 8° 16′ 16″ ouest |       |
| Dolmen d'Aliviada                         | Arouca               | 70447       | 40° 54′ 48″ nord, 8° 23′ 35″ ouest |       |
| Monastère d'Arouca (pt)                   | Arouca               | 70519       | 40° 55′ 41″ nord, 8° 14′ 48″ ouest |       |
| Monastère de Jesus (pt)                   | Aveiro               | 71149       | 40° 38′ 22″ nord, 8° 39′ 04″ ouest |       |
| Église São João Evangelista d'Aveiro (pt) | Aveiro               | 71150       | 40° 38′ 18″ nord, 8° 39′ 12″ ouest |       |
| Croix de Nossa Senhora da Glória          | Aveiro               | 71151       | 40° 38′ 23″ nord, 8° 39′ 01″ ouest |       |
| Église du couvent Santo António d'Aveiro  | Aveiro               | 327669      | 40° 38′ 09″ nord, 8° 39′ 09″ ouest |       |
| Mémorial de Sobrado (pt)                  | Castelo de Paiva     | 70193       | 41° 02′ 46″ nord, 8° 16′ 12″ ouest |       |
| Anta de Vale da Rua                       | Castelo de Paiva     | 70194       | 41° 02′ 26″ nord, 8° 16′ 09″ ouest |       |
| Chapelle de Vista Alegre                  | Ílhavo               | 70176       | 40° 35′ 20″ nord, 8° 41′ 03″ ouest |       |
| Forêt de Buçaco (pt)                      | Mealhada             | 74851       | 40° 22′ 38″ nord, 8° 21′ 55″ ouest |       |
| Croix de Pinheiro da Bemposta (pt)        | Oliveira de Azeméis  | 69819       | 40° 47′ 10″ nord, 8° 29′ 06″ ouest |       |
| Château de Santa Maria da Feira (pt)      | Santa Maria da Feira | 70478       | 40° 55′ 16″ nord, 8° 32′ 34″ ouest |       |